# Jens Holt
Jens Holt, född 5 december 1904, död 18 september 1973, var en dansk språkforskare.
Jens Holt blev filosofie doktor 1941, docent i jämförande språkforskning vid universitetet i Århus 1938 och professor i samma ämne där 1945. Holt behandlade bland annat hettitiska och grekiska språkproblem men ägnade även ett betydande intresse åt allmänlingvistiska frågor ur strukturteoretisk synvinkel, till exempel i Études d'aspect (1943) och Rationel Semantik (1946).